# Eriocaulon papuanum
Eriocaulon papuanum là một loài thực vật có hoa trong họ Eriocaulaceae. Loài này được P.Royen mô tả khoa học đầu tiên năm 1959.